# Canadian National Railway

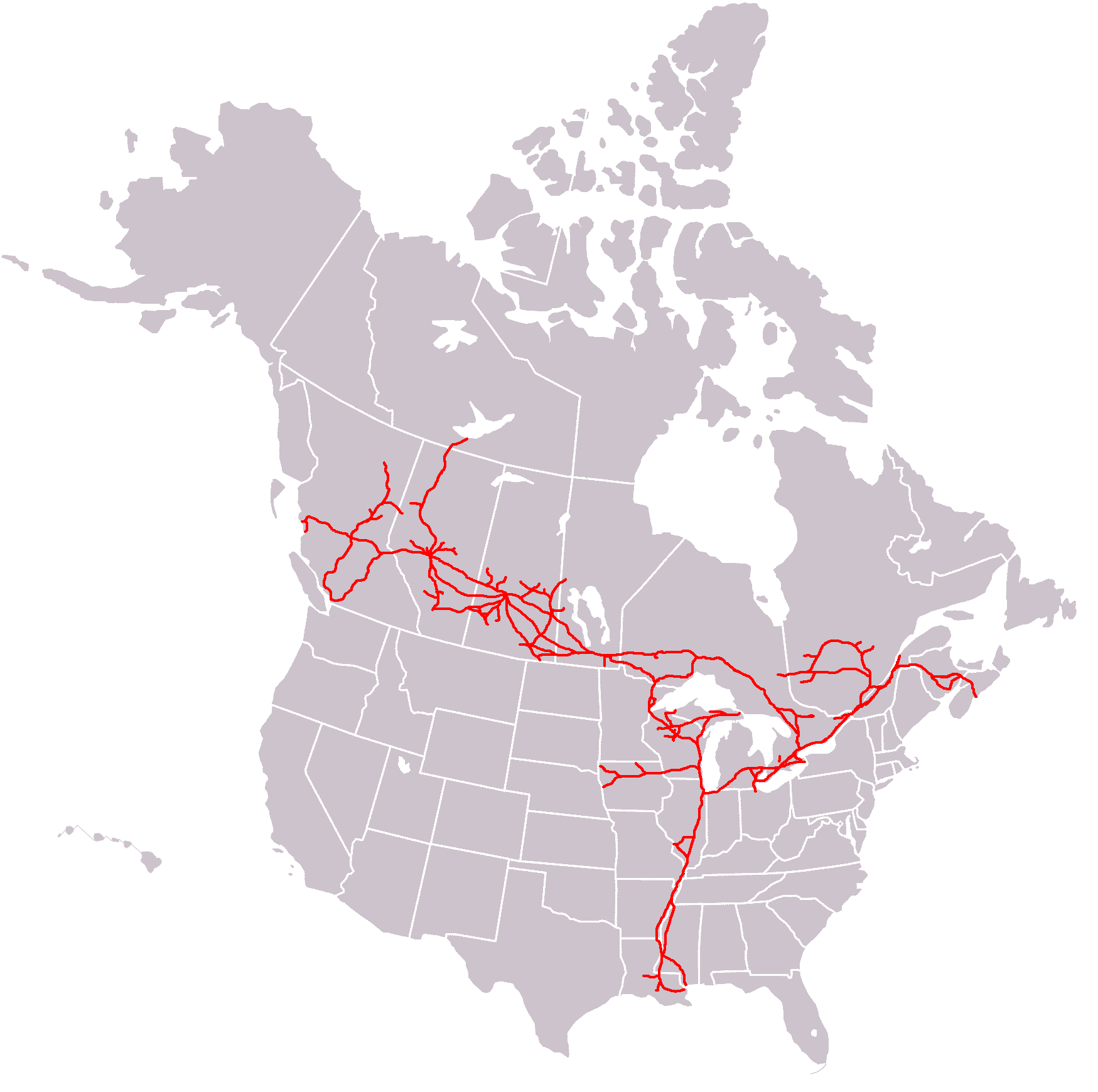
A társaság hálózata Észak-Amerikában

A Canadian National Railway (franciául: Chemins de Fer Nationaux du Canada), röviden CN, Kanada legnagyobb I. osztályú vasúttársasága, székhelye a québeci Montréalban található. Összesen 32 831 km-nyi hálózatot működtet Kanadában és az USA-ban. Vonalai körbeölelik a Nagy-tavakat, összekötik az Atlanti- és a Csendes-óceán partvidékét és lenyúlnak egészen a Mexikói-öbölig. Székhelye Montréal. 1918. december 10-én alapították.
A 20. század végén a CN az Egyesült Államokban olyan vasúttársaságok átvételével, mint az Illinois Central, jelentős kapacitást szerzett.
A CN 22 600 alkalmazottat foglalkoztató állami vállalat, és 2019 júliusában a piaci kapitalizációja körülbelül 90 milliárd kanadai dollár volt. 2019 júliusában a CN állami tulajdonban volt, mivel 1919-es alapításától az 1995-ös privatizációjáig a kanadai kormány tulajdonában volt. 2019-től Bill Gates a CN részvényeinek legnagyobb egyedüli részvényese, aki a Cascade Investment és saját Bill and Melinda Gates Alapítványán keresztül 14,2%-os részesedéssel rendelkezik.
A vasúttársaság 1919-től 1978-ig "Canadian National Railways" (CNR) néven működött.

## Története

Allan Fleming tervező és Charles Harris, a CN kommunikációs igazgatója a CN logójának bevezetésekor Montrealban, 1960-ban. Fleming logója azóta a grafikai tervezés egyik ikonjává vált

A Canadian National Railways (CNR) 1919. június 6-án alakult meg, amely több olyan vasúttársaságból állt, amelyek csődbe mentek és a kanadai kormány kezébe kerültek, valamint néhány, már a kormány tulajdonában lévő vasútvonalból. A CN elsősorban teherszállító vasút volt, de 1978-ig személyszállítást is végzett, amikor is ezt a feladatot a Via Rail vette át. A CN 1978 után csak néhány vegyes (teher- és személyszállító) vonatot üzemeltetett Új-Fundlandon, valamint számos ingázó vonatot mind a CN villamosított útvonalain, mind a montreali South Shore felé (ez utóbbi 1986-ig állami támogatás nélkül működött). Az új-fundlandi vegyes vonatok 1988-ig álltak fenn, míg a montreali ingázó vonatokat ma a montreali EXO üzemelteti.

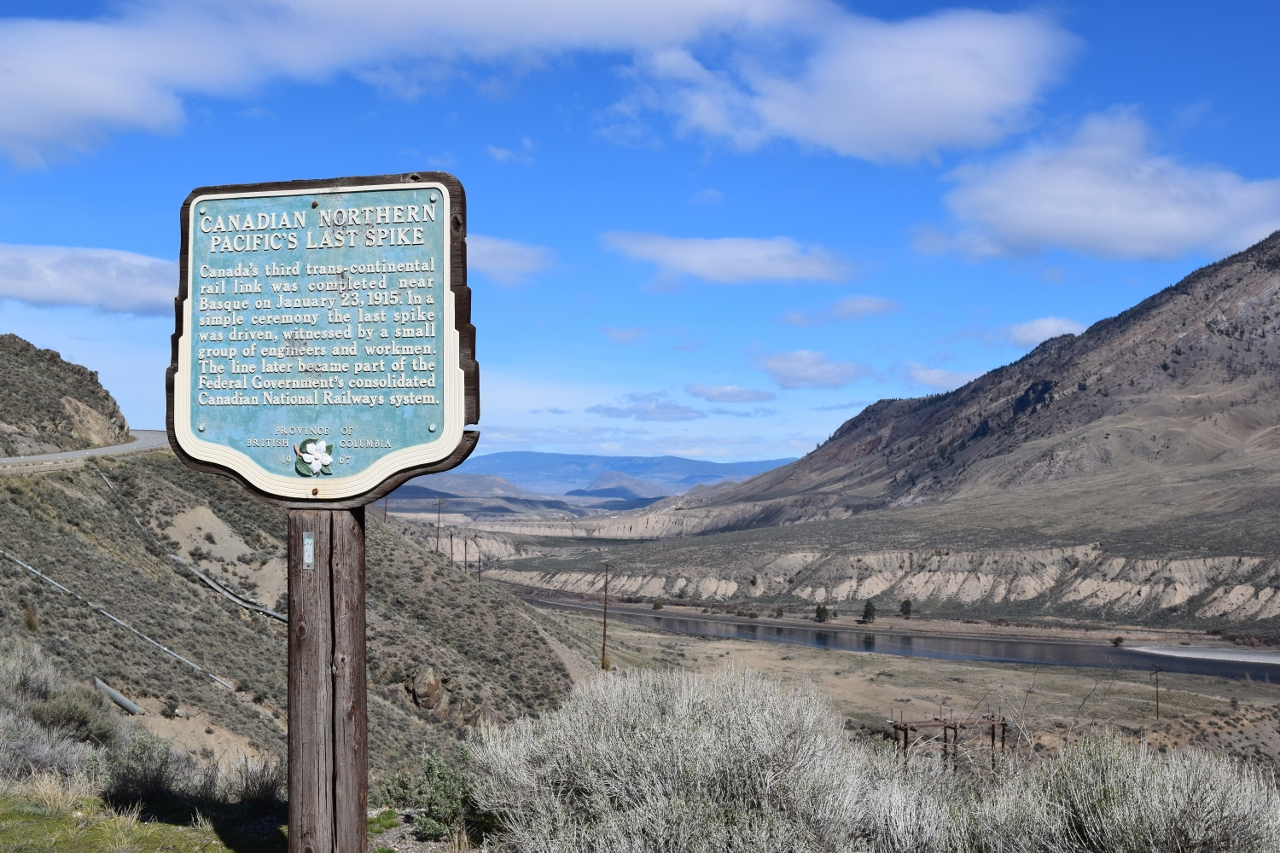
Történelmi emléktábla a Canadian Northern "utolsó sínszegének" helyén Ashcroft közelében, Brit Columbiában

1995. november 17-én a kanadai kormány privatizálta a CN-t. A következő évtizedben a vállalat jelentősen terjeszkedett az Amerikai Egyesült Államokban, többek között felvásárolta az Illinois Central Railroadot és a Wisconsin Central Transportationt.

### A vállalat megalakulása, 1918-1923
A kanadai vasútvonalak túlzott építése jelentős pénzügyi nehézségeket okozott, amelyek sok vasúttársaságot sújtottak az 1920-ig tartó években:
- A közvélemény aggodalmaira válaszul a kanadai kormány 1918. szeptember 6-án többségi tulajdonjogot szerzett a csődközeli állapotba került Canadian Northern Railway (CNoR) felett, és "igazgatótanácsot" nevezett ki a vállalat felügyeletére. Ezzel egyidejűleg a CNoR-t arra is utasították, hogy vegye át a Canadian Government Railways (CGR) irányítását, amely rendszer főként a Kanadai Intercolonial Railway (IRC), a Nemzeti Transzkontinentális Vasút (NTR), a Prince Edward Island Railway (PEIR) és a Hudson Bay Railway (HBR) vállalatokat foglalta magában.
- 1918. december 20-án a kanadai kormány tanácsi rendelettel létrehozta a Kanadai Nemzeti Vasutakat (CNR) - egy testületi jogkörökkel nem rendelkező szervezetet -, hogy egyszerűsítse a különböző vasúttársaságok finanszírozását és működését. 1918-ban a CNR az Intercolonial Railway beolvasztásával átvette a rendszer szlogenjét, a The People's Railway (A nép vasútja) szlogent.
- Egy másik kanadai vasút, a Grand Trunk Pacific Railway (GTPR) 1919. március 7-én pénzügyi nehézségekbe került, amikor anyavállalata, a Grand Trunk Railway (GTR) nem fizette vissza az építési hiteleket a kanadai kormánynak.

A Canadian National Railway Company a következő lépéseken keresztül fejlődött:
- "a Canadian Northern Systemhez tartozó társaságok vasútjait, munkáit és vállalkozásait" 1919 júniusában az újonnan alapított társaságra ruházták, rendelkezve arról, hogy később a kormányvasutak bármelyikét is bevonhatják.[5]
- a Grand Trunk Pacific Railway System átruházása 1919 márciusában a vasút- és csatornaügyi miniszterre, mint kormányfelügyelőre.[6]
- a Grand Trunk Railway System megvásárlása 1919 novemberében, végrehajtása 1920 májusában.[7]

A GTR vezetősége és az államosítást ellenző részvényesek jogi lépéseket tettek, de többéves választottbírósági eljárás után a GTR-t végül 1923. január 30-án beolvasztották a CNR-be. Bár a következő években több kisebb független vasúttársaság is csatlakozott a CNR-hez, amikor azok csődbe mentek, vagy amikor ez politikailag célszerűvé vált, a rendszer ekkor már többé-kevésbé végleges volt. Bizonyos kapcsolódó pereket azonban csak 1936-ban oldottak meg.
A Canadian National Railways mind a háborús, mind a belföldi szükség miatt született meg. A személygépkocsik megjelenéséig és az adófizetők által finanszírozott, minden időjárási viszonyokra alkalmas autópályák létrehozásáig a vasút volt az egyetlen életképes távolsági szárazföldi közlekedési eszköz Kanadában. Mint ilyen, működésük nagy hatással volt a közvéleményre és politikai figyelmet igényelt. Kanada egyike volt azon nemzeteknek, amelyek az első világháború alatt a kritikus közlekedési infrastruktúra védelme érdekében államosították a vasutakat.
A 20. század elején sok kormány egyre inkább beavatkozó szerepet vállalt a gazdaságban, ami előrevetítette az olyan közgazdászok hatását, mint John Maynard Keynes. Ez a politikai tendencia, valamint a szélesebb körű geopolitikai események vonzóvá tették az államosítást Kanada számára. Az 1919-es winnipegi általános sztrájk és a szövetségesek részvétele az orosz forradalomban igazolni látszott a folytatódó folyamatot. A polgári zavargások és a külföldi katonai akciók idején az életképes vasúti rendszer szükségessége volt a legfontosabb.